# Takayuki Abe
Takayuki Abe  (阿部 嵩之), né le 12 juin 1986 à Hokkaido, est un coureur cycliste japonais. Il a notamment remporté le prologue du Tour de Kumano en 2016 et en 2018. 

## Palmarès et résultats

### Palmarès par année
- 2008
  - 2e du championnat du Japon du contre-la-montre espoirs
- 2009
  - 2e du Tour d'Okinawa
- 2016
  - Prologue du Tour de Kumano
- 2018
  - Prologue du Tour de Kumano
- 2022
  - 2e de l'Oita Urban Classic

### Classements mondiaux
| Année                                 | 2009 | 2010 | 2011 | 2012 | 2013 | 2014 | 2015 | 2016  | 2017  | 2018  | 2019 | 2020 | 2021  | 2022  | 2023  |
| ------------------------------------- | ---- | ---- | ---- | ---- | ---- | ---- | ---- | ----- | ----- | ----- | ---- | ---- | ----- | ----- | ----- |
| Classement mondial                    |      |      |      |      |      |      |      | 1693e | 2177e | 2117e | nc   | nc   | 1819e | 1282e | 2087e |
| UCI Asia Tour                         | 268e | 68e  | nc   | nc   | nc   | nc   | nc   | 306e  | 382e  | 397e  | nc   | nc   | 119e  | 94e   | nc    |
|                                       |      |      |      |      |      |      |      |       |       |       |      |      |       |       |       |
| Légende : nc = non classéSource : UCI |      |      |      |      |      |      |      |       |       |       |      |      |       |       |       |